# ممتاز بيجوم
ممتاز بيجوم هي ممثلة هندية (وحملت سابقاً جنسية الراج البريطاني)، ولدت في 7 أبريل 1923.

## وصلات خارجية
- ممتاز بيجوم على موقع IMDb (الإنجليزية)
- ممتاز بيجوم على موقع قاعدة بيانات الفيلم (الإنجليزية)
- ممتاز بيجوم على موقع كينوبويسك (الروسية)